# Erdoğan Yeşilyurt
Erdoğan Yeşilyurt (Euskirchen, 6 novembre 1993) è un calciatore tedesco naturalizzato turco, centrocampista dell'Antalyaspor.

## Caratteristiche tecniche
Destro di piede, può giocare indifferentemente come esterno o ala sulla sinistra e in casi di estrema necessità persino terzino sulla medesima fascia. Possiede una buona tecnica individuale e un tiro da fuori molto preciso

## Carriera
Ha debuttato fra i professionisti il 1º settembre 2012 disputando l'incontro di 3. Liga perso 3-2 contro l'Unterhaching. Nelle seguenti stagioni ha giocato per Eintracht Treviri e Duisburg prima di tornare in patria all'Altınordu. Con il club rossoblu ha collezionato oltre 100 presenze in quattro stagioni prima di approdare in Süper Lig al Sivasspor nel 2018.